# Asque (Colungo)
Asque ist ein Dorf, das seit 1845 zur spanischen Gemeinde Colungo in der Provinz Huesca der Autonomen Gemeinschaft Aragonien gehört. Asque liegt in der Comarca Somontano de Barbastro, etwa 52 Kilometer östlich von Huesca und zwei Kilometer nördlich von Colungo. Das Dorf mit zehn Einwohnern (2015) ist über die Straße A2205 zu erreichen.

## Sehenswürdigkeiten
- Pfarrkirche Santa Columba, erbaut 1885
- Mehrere prähistorische Höhlen mit Malereien, die als Bien de Interés Cultural geschützt sind.